# 벤다어
벤다어(Venda, Tshivenḓa)는 남아프리카 공화국의 공용어로 사용되는 반투계 언어 중 하나로, 벤다족(바벤다)의 모어이다. 아파르트헤이트 시대 남아공의 반투스탄이던 벤다국의 공용어이기도 했다.

## 알파벳
다른 남아공 내 반투계 언어, 유럽어와는 달리 아랍어 라틴 표기에 쓰이는 일부 특수한 라틴 문자가 사용된다. C, J, Q는 외래어가 아니면 사용되지 않는다.
| A a | B b | (C c) | D d   | Ḓ ḓ | E e | F f   |  |
| G g | H h | I i   | (J j) | K k | L l | Ḽ ḽ   |  |
| M m | N n | Ṋ ṋ   | Ṅ ṅ   | O o | P p | (Q q) |  |
| R r | S s | T t   | Ṱ ṱ   | U u | V v | W w   |  |
| X x | Y y | Z z   |       |     |     |       |  |